# Peter II (Kater)
Peter II war als Chief Mouser to the Cabinet Office im von 1946 bis 1947 unter Clement Attlee der Nachfolger von Chief Mouser Peter in diesem Amt.

## Als Chief Mouser
Peter II, ein schwarzer Kater, wurde im Dezember 1946 Chief Mouser, doch er wurde bereits Ende Juni 1947 auf der Whitehall überfahren. Sein Nachfolger wurde Peter III.